# Tatsuya Shirai
Tatsuya Shirai (白井 達也 Shirai Tatsuya?), född 25 april 1997 i Kanagawa prefektur, är en japansk fotbollsspelare.
Shirai började sin karriär 2020 i SC Sagamihara.